# Oker
L'Oker est une rivière d'Allemagne longue de 128 km, un affluent sur la rive gauche de l'Aller en Basse-Saxe, donc un sous-affluent de la Weser. Elle prend sa source dans les montagnes du Harz. 
On trouve mention de ce fleuve en 747 déjà ; le passage à Ohrum fut la scène où Charlemagne obtient le serment et le baptême de nombreux Saxons en 780. L'Oker arrose également la résidence royale de Werla ainsi que les villes historiques de Wolfenbüttel et de Brunswick.

## Hydrographie

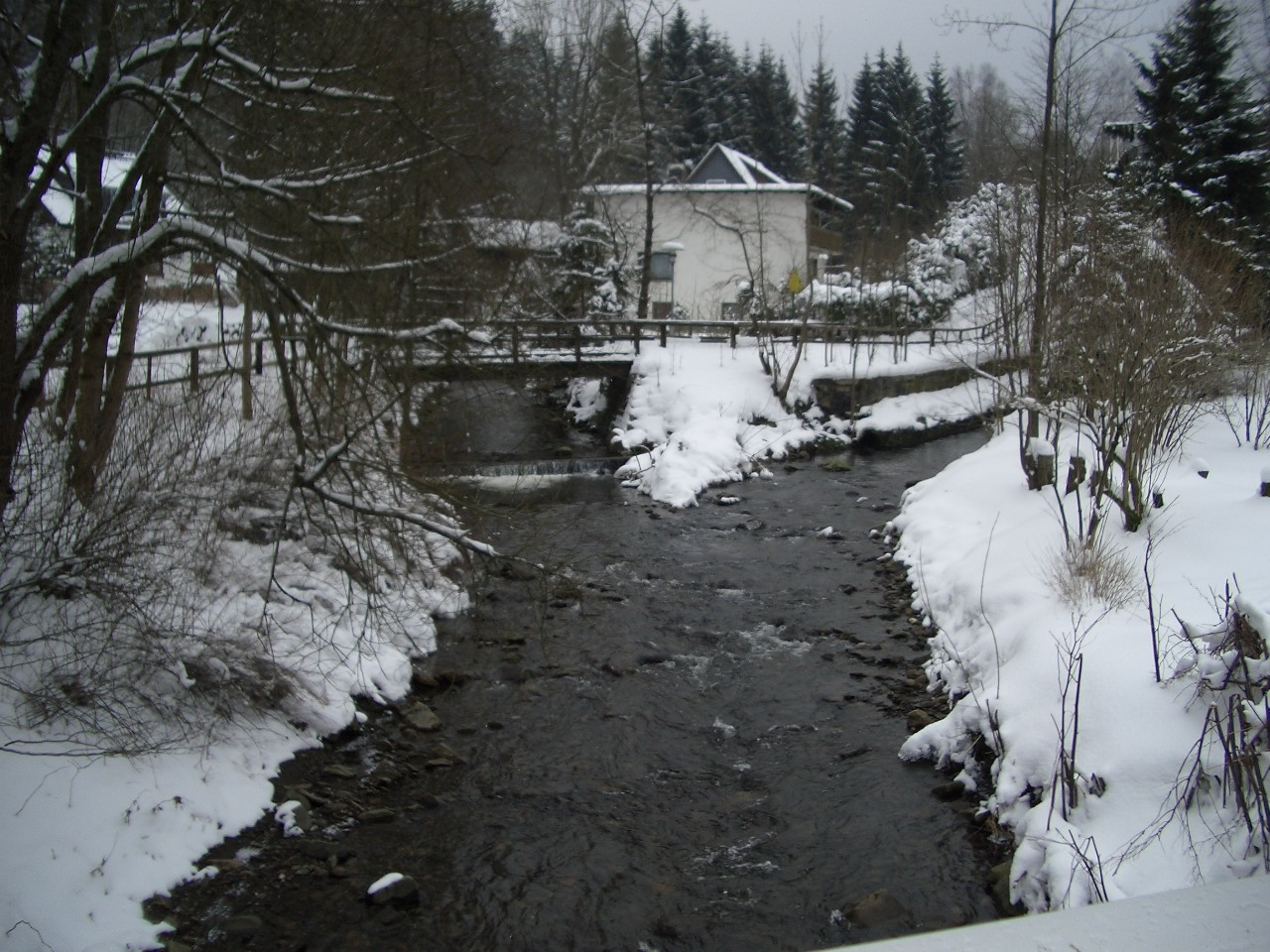
Confluent de l'Oker (à gauche) et du ruisseau de Gerlachsbach (à droite) à Altenau.

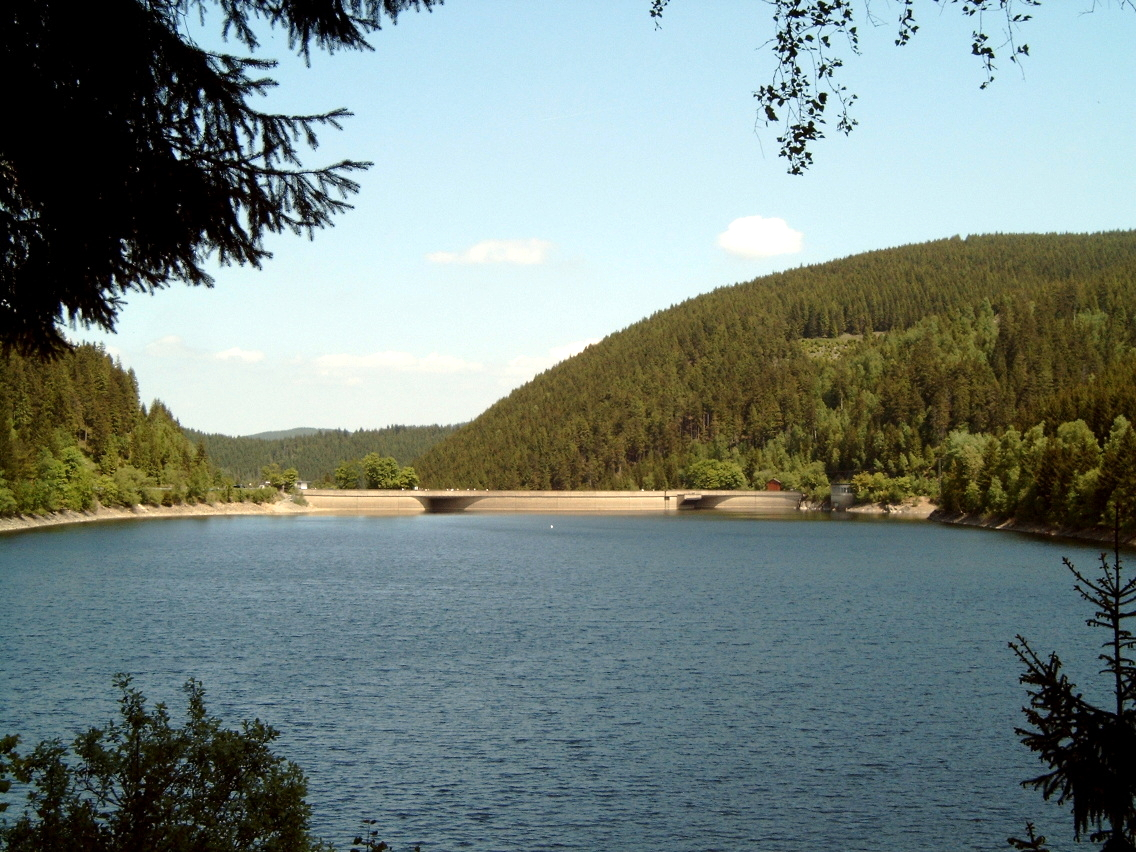
Le barrage d'Okertal.

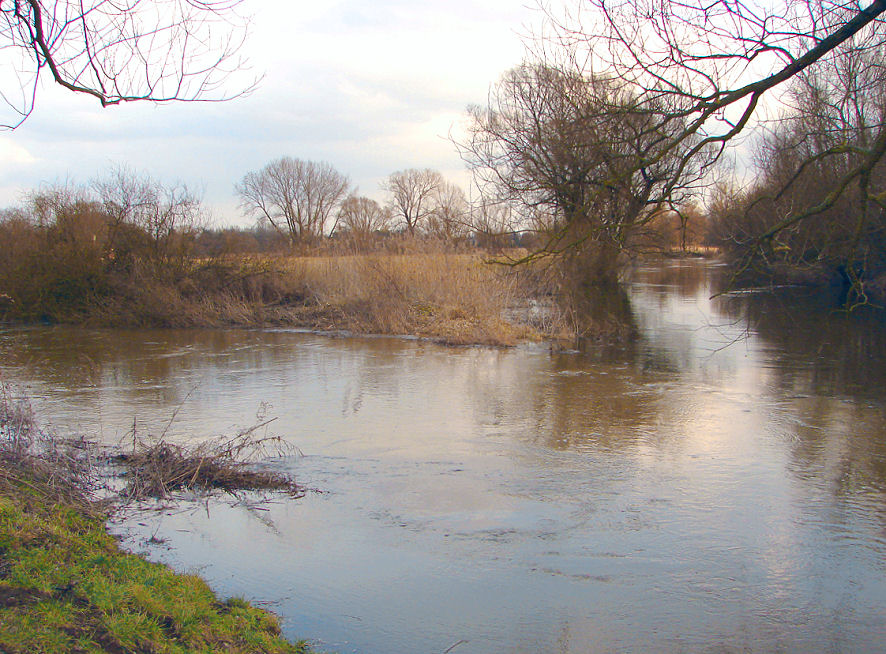
Embouchure de la Schunter sur l'Oker près de Gross-Schwülper.

L'Oker prend sa source à 900 m d'altitude sur les pentes du Bruchberg, une montagne dans le parc national du Harz, puis il est régulé à l'aval d'Altenau par le barrage d'Okertal. À l'aval de ce barrage, et à peu près jusqu'aux abords du quartier d'Oker à Goslar au pied nord de la montagne, le fleuve accueille certaines activités nautiques comme le canoë-kayak. La cascade de Romkerhall se trouve dans cette section profonde et encaissée, désignée comme la « vallée de l’Oker » (Okertal) : c'est à cet endroit qu'un ruisseau, le Romke, se déverse dans l'Oker par un déversoir aménagé en 1863, établissant une chute de 64 m. En aval de la chute au milieu des remous se trouve l'île des Fiançailles. Il y a de part et d'autre de l'Oker de nombreux rochers appréciés des amateurs d'escalade.
Depuis son lieu-dit éponyme, l'Oker s'écoule vers la plaine d'Allemagne du Nord en direction de Vienenburg au nord-est, où il reçoit les eaux du Radau venant du sud, et de l’Ecker venant du sud-est. À l'aval de ces deux confluences, l'Oker poursuit son cours en direction du sud-est, arrosant les collines de Harly et la Bundesautobahn 395. Puis elle bifurque vers le nord en direction de Brunswick, empruntant le territoire de Saxe-Anhalt, puis traversant les villes de Schladen et de Wolfenbüttel, l'ancienne résidence des princes de Brunswick-Wolfenbüttel. C'est au nord de Schladen qu'on a pu identifier, sur un plateau rocheux surplombant la rive gauche de l'Oker d'exactement 20 m, les ruines de l'ancienne résidence royale de Werla. Le confluent de la rivière Ilse se trouve près de Börßum. Ce tronçon est régulé au sud de Brunswick par le barrage mobile d’Eisenbüttel. 
C'est à hauteur du Bürgerpark à Brunswick que l'Oker se divise en deux canaux de dérivation entourant le centre-ville : les fossés de dérivation est et ouest, que le quartier historique de la ville surplombe légèrement. Ces fossés de dérivation furent creusés au XVIe siècle pour compléter les fortifications. L'ancien bras de l'Oker, qui traversait le centre-ville, a été recouvert ; il s'écoule aujourd'hui par un aqueduc souterrain et ne refait surface qu'au nord du centre-ville. Le niveau d'eau dans les canaux de dérivation est régulé, pour la dérivation ouest, par le barrage de la Porte Saint-Pierre (Petritor), et pour le bras est, par le Wendenwehr (barrage tournant ou « guindal »). À la jonction aval des deux canaux, au nord-ouest du centre-ville, l'Oker passe en siphon sous le Mittellandkanal au nord du faubourg de Watenbüttel, avant de recouper le cours de la Schunter à hauteur de Schwülper. 
Enfin l'Oker poursuit son cours jusqu'à se jeter dans l'Aller à Müden, entre Gifhorn et Celle.

## Histoire
Le passage sur la rivière à Ohrum est mentionné dans les Annales regni Francorum rapportant l'an 747. L’Oker marquait dès le début du IXe siècle la limite entre les diocèses saxons d'Halberstadt à l'est et de Hildesheim à l'ouest. La résidence de Werla fut mentionnée par le chroniqueur Widukind de Corvey dans le cadre des combats du roi Henri Ier contre les Magyars en 924 ou 926. En outre, à partir du Moyen Âge tardif, l'Oker entre Ohrum et Börßum séparait la principauté épiscopale de Hildesheim du duché de Brunswick-Lunebourg, et plus au sud, jusqu'à Wiedelah près de Goslar, de la principauté ecclésiastique d’Halberstadt, devenue après sa sécularisation en 1648 une partie de l'État de Brandebourg-Prusse.

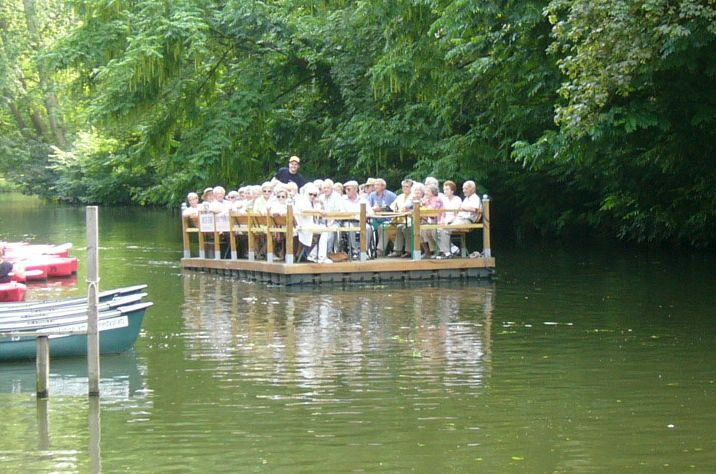
Bateau-mouche sur la dérivation de l'Oker à Brunswick.

Après le congrès de Vienne en 1814, l’Oker marquait la frontière orientale du royaume de Hanovre avec le duché de Brunswick et le royaume de Prusse. En 1866, elle devint la frontière entre les provinces prussiennes de Hanovre et de Saxe et, au nord de Börßum jusqu'à Ohrum, la frontière entre le Hanovre à l'ouest et le duché de Brunswick à l'est. De 1945 à 1990, la Frontière inter-allemande séparant la République démocratique allemande de l'Allemagne de l'Ouest coïncidait, entre Wiedelah et Schladen, avec l'axe du chenal de l'Oker.
Depuis la manifestation Expo 2000, les ponts franchissant l'Oker dans Brunswick et leurs abords ont été aménagés en 2004 dans le cadre du projet Okerlicht.